# Gérard Caillaud
Pour les articles homonymes, voir Caillaud.
Gérard Caillaud, né le 10 avril 1946 à Poitiers (Vienne) et mort le 27 janvier 2023, est un comédien et metteur en scène français.

## Biographie
Gérard Caillaud naît le 10 avril 1946 à Poitiers. Il est élève au Conservatoire national supérieur d’art dramatique dont il sort en 1971 pour intégrer la Comédie-Française en tant que pensionnaire. Il y interprète de très nombreuses pièces de Molière et d'autres auteurs du répertoire, jusqu'à son départ en 1978.
Il dirige le théâtre des Mathurins de 1984 à 1997. Il y monte de nombreuses pièces dont Les Palmes de monsieur Schutz de Jean-Noël Fenwick, qui lui vaut le Molière du metteur en scène en 1990.
À la télévision, il incarne notamment pendant près de 10 ans le supérieur hiérarchique du capitaine Bonaventure dans la série Sœur Thérèse.com.
Il meurt le 27 janvier 2023 à l'âge de 76 ans.

## Théâtre

### En tant qu'acteur
- 1968 : Cyrano de Bergerac d'Edmond Rostand, mise en scène Jacques Charon, Comédie-Française : un ivrogne / 8e Cadet
- 1970 : Pourquoi m'avez-vous posée sur le palier ? de Catherine Peter Scott, mise en scène Jean-Pierre Grenier, théâtre Saint-Georges : James Kibble
- 1970 : L'École des femmes de Molière, mise en scène René Jauneau, Les Nuits théâtrales de l'Enclave (Valréas) : Oronte
- 1970 : Le Baladin du monde occidental de John Millington Synge, mise en scène André Bénichou, Les Nuits théâtrales de l'Enclave : Philly Cullen
- 1971 : Les Précieuses ridicules de Molière, mise en scène Jean-Louis Thamin, Comédie-Française : le vicomte de Jodelet
- 1971 : Becket ou l'Honneur de Dieu de Jean Anouilh, mise en scène de l'auteur et Roland Piétri, Comédie-Française : un baron anglais
- 1971 : Amorphe d'Ottenburg de Jean-Claude Grumberg, mise en scène Jean-Paul Roussillon, Comédie-Française au Théâtre national de l'Odéon : 1er homme d'armes / un chambellan
- 1971 : Les Femmes savantes de Molière, mise en scène Jean Piat, Comédie-Française : le Notaire
- 1972 : Le Comte Oderland de Max Frisch, mise en scène Jean-Pierre Miquel, Comédie-Française au Théâtre national de l'Odéon : le Directeur
- 1972 : Le Bourgeois gentilhomme de Molière, mise en scène Jean-Louis Barrault, Comédie-Française : le maître de musique
- 1972 : Le Médecin malgré lui de Molière, mise en scène Jean-Paul Roussillon, Comédie-Française : Thibaut
- 1972 : La Station Champbaudet d'Eugène Labiche et Marc-Michel, mise en scène Jean-Laurent Cochet, Comédie-Française : un invité
- 1973 : Le Médecin volant de Molière, mise en scène Francis Perrin, Comédie-Française : Gros-René
- 1973 : Les Femmes savantes de Molière, mise en scène Jean Piat, Comédie-Française
- 1973 : La Critique de l'École des femmes, mise en scène Jean Meyer, Comédie-Française : Lysidas
- 1973 : Tartuffe de Molière, mise en scène Jacques Charon, Comédie-Française : M. Loyal
- 1973 : Un fil à la patte de Georges Feydeau, mise en scène Jacques Charon, Comédie-Française : Jean
- 1973 : Les Fourberies de Scapin de Molière, mise en scène Jacques Échantillon, théâtre des Champs-Élysées : Argante
- 1973 : Le Malade imaginaire de Molière, mise en scène Jean-Laurent Cochet, Comédie-Française : un médecin
- 1973 : Mais n'te promène donc pas toute nue ! de Georges Feydeau, mise en scène Jean-Laurent Cochet, Comédie-Française : Victor
- 1973 : C'est la guerre, monsieur Gruber de Jacques Sternberg, mise en scène Jean-Pierre Miquel, Comédie-Française au Théâtre national de l'Odéon : l'oncle arpenteur
- 1974 : L'Impromptu de Marigny de Jean Poiret, mise en scène Jacques Charon, Comédie-Française : le régisseur / un Lysidas / un Hernani
- 1974 : L'École des maris de Molière, mise en scène Jean Meyer, Comédie-Française au théâtre Marigny : Sganarelle
- 1974 : Monsieur Teste d'après Paul Valéry, mise en scène Pierre Franck, Comédie-Française au Théâtre national de l'Odéon : Joseph
- 1975 : Le Plus Heureux des trois d'Eugène Labiche et Edmond Gondinet, mise en scène Jacques Charon, Comédie-Française au théâtre Marigny : Krampach
- 1975 : Tête de Méduse de Boris Vian, mise en scène Gérard Caillaud, Les Nuits théâtrales de l'Enclave : Antoine Bonneau
- 1975 : L'Idiot de Fiodor Dostoïevski, mise en scène Michel Vitold, Comédie-Française au théâtre Marigny : Ferdystchenko
- 1975 : La Jalousie du Barbouillé de Molière, mise en scène Alain Pralon, Comédie-Française et tournée : le Barbouillé
- 1976 : Maître Puntila et son valet Matti de Bertolt Brecht, mise en scène Guy Rétoré, Comédie-Française au théâtre Marigny, puis théâtre de l'Est Parisien (1978) : un gros homme
- 1977 : Lorenzaccio d'Alfred de Musset, mise en scène Franco Zeffirelli, Comédie-Française : Niccolini
- 1977 : Le Misanthrope de Molière, mise en scène Pierre Dux, Comédie-Française : Dubois
- 1979 : Troïlus et Cressida de William Shakespeare, mise en scène René Dupuy, théâtre Fontaine : Enée
- 1980 : Abraham et Samuel de Victor Haïm, mise en scène Gérard Caillaud, Les Nuits théâtrales de l'Enclave : Abraham
- 1981 : Le Cavalier seul de Jacques Audiberti, mise en scène Jean-Claude Amyl, théâtre de la Plaine
- 1981 : L'Avare de Molière, mise en scène Jean-Pierre André, Maison de la culture de Loire-Atlantique puis théâtre de la Madeleine (1982), théâtre de l'Atelier (1984)	et théâtre des Mathurins (1984-85) : Harpagon
- 1981 : Jacques et son maître de Milan Kundera, mise en scène Georges Werler, théâtre des Mathurins : le maître
- 1981 : Le Chant du bouc de Christian Giudicelli, mise en scène François Landolt, Galerie 55 (Paris)
- 1982 : Moi d’Eugène Labiche et Édouard Martin, mise en scène Jean Rougerie, Comédie de Paris
- 1984 : Le Chevalier à la rose de Hugo von Hofmannsthal, mise en scène Jean-Louis Thamin, théâtre de la Ville puis théâtre de Nice : le baron Ochs
- 1985 : Les Fantasmes du boucher de Victor Haïm, mise en scène de l'auteur, théâtre des Mathurins
- 1986 : Les Petits Oiseaux d'Eugène Labiche et Alfred Delacour et Mon Isménie d'Eugène Labiche et Marc-Michel, mise en scène Philippe Rondest, théâtre des Mathurins : François / Vancouver
- 1988 : Un éléphant dans le jardin d'Éric Westphal, mise en scène José Paul, théâtre des Mathurins : Aristide Sorel
- 1989 : Les Palmes de monsieur Schutz de Jean-Noël Fenwick, mise en scène Gérard Caillaud, théâtre des Mathurins : M. Schutz
- 1993 : En attendant les bœufs de Christian Dob, mise en scène Gérard Caillaud, théâtre des Mathurins : Childéric II
- 1995 : Sacré Nostradamus ! de Jean Dell, mise en scène Gérard Caillaud, théâtre des Mathurins : Nostradamus
- 1996 : Crime et Châtiment d'après Fiodor Dostoïevski, mise en scène Jean-Claude Idée, théâtre Mouffetard
- 2000 : Moi, mais... en mieux de Jean-Noël Fenwick, mise en scène Jean-Claude Idée, théâtre de la Michodière : Philippard
- 2003 : À chacun sa vérité de Luigi Pirandello, mise en scène Bernard Murat, Centre national de création d'Orléans puis théâtre Antoine : M. Agazzi
- 2004 : La Profession de Madame Warren de George Bernard Shaw, mise en scène Michel Fagadau, Comédie des Champs-Élysées : Croft
- 2005 : Amadeus de Peter Shaffer, mise en scène Stéphane Hillel, théâtre de Paris : Joseph II
- 2005-2006 : Stationnement alterné de Ray Cooney, mise en scène Jean-Luc Moreau, théâtre de la Michodière : l'inspecteur Pontarlier
- 2010 : Le Chêne d'Allouville, d'après Serge Pénard, mise en scène Gérard Caillaud, L'Illiade (Illkirch-Graffenstaden)

### En tant que metteur en scène
- 1975 : Tête de Méduse de Boris Vian, Les Nuits théâtrales de l'Enclave
- 1976 : La Reine de la nuit de Christian Giudicelli, théâtre de Plaisance
- 1980 : Abraham et Samuel de Victor Haïm, Les Nuits théâtrales de l'Enclave
- 1989 : Les Palmes de monsieur Schutz de Jean-Noël Fenwick, théâtre des Mathurins ; reprise en 1993 au théâtre de la Michodière
- 1990 : La Confession de Rousseau de Roger Vrigny, théâtre des Mathurins
- 1991 : Gustave et Louise de Pierre Barillet d'après la correspondance de Gustave Flaubert et Louise Colet, théâtre des Mathurins
- 1991 : Magic Palace de Pierre Barillet et Jean-Pierre Gredy, théâtre des Mathurins
- 1993 : En attendant les bœufs de Christian Dob,  théâtre des Mathurins
- 1994 : La Fille à la trompette de Jacques Rampal, théâtre de la Michodière
- 1995 : Sacré Nostradamus ! de Jean Dell,  théâtre des Mathurins
- 1998 : L'Idiot d'après Fiodor Dostoïevski, mise en scène avec Jacques Mauclair, théâtre 14 Jean-Marie-Serreau
- 2004 : Le Canard à l'orange de William Douglas-Home, théâtre de la Michodière
- 2010 : Le Chêne d'Allouville d'après Serge Pénard, mise en scène Gérard Caillaud, L'Illiade (Illkirch-Graffenstaden)

## Filmographie

### Cinéma
- 1974 : On s'est trompé d'histoire d'amour de Jean-Louis Bertuccelli : Claude
- 1977 : L'Imprécateur de Jean-Louis Bertuccelli : Chavegnac
- 1978 : L'Argent des autres de Christian de Chalonge
- 1979 : Les Chiens d'Alain Jessua : Commissaire Laborde
- 1979 : À nous deux de Claude Lelouch : Bliche
- 1979 : Un si joli village d'Étienne Périer : Larsac
- 1979 : Bête, mais discipliné de Claude Zidi : le maître d'hôtel
- 1980 : La Femme flic d'Yves Boisset : le juge d'instruction dans le Nord
- 1980 : T'inquiète pas, ça se soigne d'Eddy Matalon : Cheminat
- 1983 : Prends ton passe-montagne, on va à la plage d'Eddy Matalon : Boucharon
- 1983 : Y a-t-il un pirate sur l'antenne ? de Jean-Claude Roy : le ministre de la Communication
- 1984 : L'Addition de Denis Amar
- 1984 : French Lover (Until September) de Richard Marquand
- 1986 : Paulette, la pauvre petite milliardaire de Claude Confortès : l'avocat
- 1986 : La Galette du roi de Jean-Michel Ribes, coscénarisé avec Roland Topor : le chef cuisinier
- 1988 : La Maison assassinée de Georges Lautner : le compagnon à 42 ans
- 1988 : Les Tisserands du pouvoir de Claude Fournier
- 1993 : Fanfan d’Alexandre Jardin : le père de Laure
- 1997 : Les Palmes de monsieur Schutz de Claude Pinoteau : le président de séance
- 2002 : Ma femme s'appelle Maurice de Jean-Marie Poiré
- 2004 : Le Grand Rôle de Steve Suissa : le metteur en scène
- 2006 : Madame Irma de Didier Bourdon et Yves Fajnberg : M. Philippon

### Télévision

#### Téléfilms
- 1970 : Au théâtre ce soir : Doris de Marcel Thiébaut, mise en scène Jacques-Henri Duval, réalisation Pierre Sabbagh, théâtre Marigny
- 1972 : Les Femmes savantes de Molière, réalisation Jean Vernier : le notaire
- 1972 : Les Précieuses ridicules de Molière, réalisation Jean-Marie Coldefy : Jodelet
- 1972 : La Station Champbaudet d'Eugène Labiche et Marc-Michel, réalisation Georges Folgoas, Comédie-Française
- 1973 : Les Fourberies de Scapin de Molière, réalisation Jean-Paul Carrère : Carle
- 1975 : Paul Gauguin de Roger Pigaut : Thaulow
- 1975 : Monsieur Teste de Pierre Franck d'après Paul Valéry, réalisation  Lazare Iglésis : Joseph
- 1975 : Marie-Antoinette de Guy Lefranc
- 1976 : Au théâtre ce soir : La Charrette anglaise de Georges Berr et Louis Verneuil, mise en scène Jean-Laurent Cochet, réalisation Pierre Sabbagh, théâtre Édouard-VII
- 1977 : Histoire de la grandeur et de la décadence de César Birotteau de René Lucot : Félix Gaudissart
- 1978 : Histoire du chevalier Des Grieux et de Manon Lescaut de Jean Delannoy : De Touzac
- 1978 : Ce diable d'homme de Marcel Camus : Beaumarchais
- 1980 : Au théâtre ce soir : Feu Toupinel d'Alexandre Bisson, mise en scène Jacques Fabbri, réalisation Pierre Sabbagh, théâtre Marigny
- 1981 : Au théâtre ce soir : Monsieur Vernet de Jules Renard, mise en scène Robert Manuel, réalisation Pierre Sabbagh, théâtre Marigny
- 1982 : Le Pouvoir d'inertie de Jean-François Delassus
- 1982 : Malesherbes, avocat du roi d'Yves-André Hubert : Louis XVI
- 1982 : L'Enlèvement de Ben Bella de Pierre Lefranc : le négociateur français
- 1984 : Dernier Banco de Claude de Givray : Marcel Achard
- 1984 : Au théâtre ce soir : La Malibran de Jacques Josselin, mise en scène Philippe Rondest, réalisation Pierre Sabbagh, théâtre Marigny
- 1984 : Au théâtre ce soir : Georges Courteline au travail de Sacha Guitry et Boubouroche de Georges Courteline, mise en scène Robert Manuel, réalisation Pierre Sabbagh, théâtre Marigny
- 1986 : L'Affaire Marie Besnard d'Yves-André Hubert
- 1986 : La Méthode rose de Claude de Givray : Georges
- 1989 : Un citoyen sans importance de Guy Jorré : Duclos
- 1991 : L’Huissier : le médecin
- 1991 : Pognon sur rue de Jean-Louis Bertuccelli : Jean-Claude Chailloux
- 1994 : Balle perdue d'Étienne Périer : Leguerno
- 2011 : Accusé Mendès France de Laurent Heynemann
- 2011 : Bas les cœurs de Robin Davis : M. Legros

#### Séries télévisées
- 1975 : Les Grands Détectives de Jean Herman, épisode Un rendez-vous dans les ténèbres : Nikolls
- 1978 : Les Enquêtes du commissaire Maigret, épisode Maigret et le Tueur de Marcel Cravenne
- 1978 : Commissaire Moulin, épisode Le Diable aussi a des ailes de Guy Lefranc
- 1981 : Julien Fontanes, magistrat, épisode Le Soulier d'or de François Dupont-Midy
- 1981 : Messieurs les jurés, épisode L'Affaire Romette de Gérard Gozlan
- 2003-2011 : Sœur Thérèse.com de Michel Blanc : le commandant Mazaud
- 2010 : Contes et nouvelles du XIXe siècle : L'Affaire Blaireau de Jacques Santamaria

## Doublage

### Télévision
- 1997-2001 : Nikita (série télévisée)  : Seymour Birkoff (Matthew Ferguson)

## Distinctions

### Récompenses
- Molières 1990 : Molière du metteur en scène pour Les Palmes de monsieur Schutz

### Nominations
- Molières 1990 : Molière du comédien dans un second rôle pour Les Palmes de monsieur Schutz
- Molières 2005 : Molière du comédien dans un second rôle pour Amadeus